# Jean Alexandre Van Laethem
Jean Alexandre Van Laethem, né à Bruxelles, le 10 octobre 1800 et mort à Anderlecht le 30 octobre 1859, est un peintre belge. Il est connu pour ses scènes de genre, ses peintures d'histoire et ses portraits.
Au Salon de Bruxelles de 1836, il obtient une médaille de bronze. Gustave Courbet réalise, en 1856, le Portrait de M. Van Laethem, inclus dans sa série de portraits bruxellois de l'artiste français. 

## Biographie

### Famille
Jean Alexandre Van Laethem, né à Bruxelles le 10 octobre 1800, est le fils de François Joseph Charles Van Laethem (1776), marchand de bois, et d'Angélique Thérèse Lochée (1777-1831). Il épouse en premières noces à Bruxelles le 21 juillet 1832 Adelia Labiniau (morte à Meise en 1837), et en secondes noces à Mons le 23 mai 1839 Stéphanie George (née à Baudour en 1809),.

### Formation
Jean Alexandre Van Laethem est successivement l'élève des peintres Joseph Paelinck et François-Joseph Navez.

### Carrière
Pour la première fois, Jean Alexandre Van Laethem expose au Salon de Bruxelles de 1824. Au concours organisé par la Société royale des beaux-arts de Bruxelles, dans le cadre du Salon de Bruxelles de 1827, il obtient l'accessit, par 25 voix contre cinq, en peinture d'histoire pour Télémaque et Eucharis. Il expose à quatorze salons triennaux belges (de 1824 à 1854) et à deux Expositions des maîtres vivants à La Haye (1825 et 1826).
Lors de la Révolution belge de 1830, il participe aux combats et reçoit la croix de fer pour avoir été mis hors de combat par un coup de feu au moment où il pénétrait dans le parc de Bruxelles à la tête de quelques volontaires,. Au Salon de Bruxelles de 1836, il obtient une médaille de bronze, grâce à son œuvre Un garde malade qui figure parmi les lots gagnés à la loterie organisée dans le cadre du Salon.
Parallèlement à sa carrière de peintre, Jean Alexandre Van Laethem devient receveur des contributions directes et accises à Meise en 1836, puis à Wasmes près de Mons (1839) et enfin, en 1854, à Anderlecht,,.
En 1856, dans sa série de portraits bruxellois, Gustave Courbet réalise le Portrait de M. Van Laethem. Le catalogue raisonné de Robert Fernier décrit l'œuvre comme une toile d'un format 53 × 49 cm, non signé, représentant : « De trois quarts à droite, le front largement découvert, d'épais favoris encadrant son visage barré d'une moustache épaisse, il a noué autour de son cou un foulard blanc dont l'extrémité retombe dans l'échancrure de sa veste sombre ». L'attestation d'authenticité est délivrée à Bruxelles le 7 juillet 1890 par Juliette Courbet, la sœur du peintre. Le tableau en mains privées (en 1977), a été exposé à maintes reprises : Munich (1909), Buffalo (1928), Rochester (1934), New York (1948), Caracas (1956) et Utica (1957).
Jean Alexandre Van Laethem meurt, à l'âge de 58 ans, à son domicile, Bolwerk no 33 à Anderlecht, le 30 octobre 1858.

## Œuvre

### Caractéristiques
Son champ pictural couvre initialement les peintures d'histoire, puis essentiellement les scènes de genre et également des portraits. 
Le portrait qu'il présente, Tête de jeune femme à l'Exposition des maîtres vivants à La Haye en 1825 recueille une critique favorable du Journal de Bruxelles : « M. Van Laethem, élève de M. Navez, a exposé une tête de jeune femme , entourée de nuages, coiffée d'un turban, du haut duquel tombe un voile léger qui vient se nouer avec grâce sur la gorge ; un collier noir, terminé par une croix noire descend du cou dont il fait deux fois le tour, et la croix repose sur le sein. Ce tableau a produit de la sensation […]. Son dessin est très pur, son coloris frais et vigoureux, et l'ajustement fort grâcieux parce qu'il est fort simple. On n'a pas besoin de dire qu'il est d'un élève de M. Navez ; il porte le cachet de son école et l'inspiration du maître. »
Au Salon de Bruxelles de 1854, sa Dame sicilienne reçoit les éloges du critique du quotidien L'Émancipation : « Mes regards ont été attirés par La Dame sicilienne de M. Van Laethem, et j'avoue qu'ils y sont restés fixés longtemps. Est-ce un portrait ? une figure de fantaisie ? Je ne sais, mais c'est une œuvre de maître [dans laquelle] je trouve une manière habile, une grande entente de la couleur et un goût exquis de pose et d'arrangement. »

### Expositions

#### Belgique
- Salon de Bruxelles de 1824 : Un brave soldat retournant dans sa patrie et Portrait d'un officier belge[5].
- Salon d'Anvers de 1825 : Une servante dans sa cuisine[14].
- Salon de Gand (XIII) de 1826 : Les Derniers moments d'Atala[15].
- Salon de Bruxelles de 1833 : La Veuve d'un garde de chasse et Berger[16].
- Salon d'Anvers de 1834 : Un militaire faisant danser son chien devant un cabaret[17].
- Salon de Gand (XVI) de 1835 : La Leçon de serinette[18].
- Salon de Bruxelles de 1836 : Un garde malade (médaille de bronze) et Le Bon curé [19].
- Salon d'Anvers de 1837 : Un moine en méditation[20].
- Salon de Bruxelles de 1845 : Un moine en méditation[21].
- Salon d'Anvers de 1846 : Moine en prière[22].
- Salon de Bruxelles de 1851 : Portrait[23].
- Salon d'Anvers de 1852 : Une dame sicilienne[24].
- Salon de Gand (XXII) de 1853 : Une dame sicilienne[25].
- Salon de Bruxelles de 1854 : Portrait d'homme en robe de magistrat et Dame sicilienne[26].

#### Pays-Bas
- Exposition des maîtres vivants à La Haye en 1825 : Tête de jeune femme[12].
- Exposition des maîtres vivants à La Haye en 1826 : Les Derniers moments d'Atala[27].

### Lieux de conservation
- Église Notre-Dame de Wasmes : Gilles de Chin priant ND de Wasmes (1844)[10].

## Honneur
- Croix de fer (Belgique, 1833)[1].